# Miklós Misztótfalusi Kis

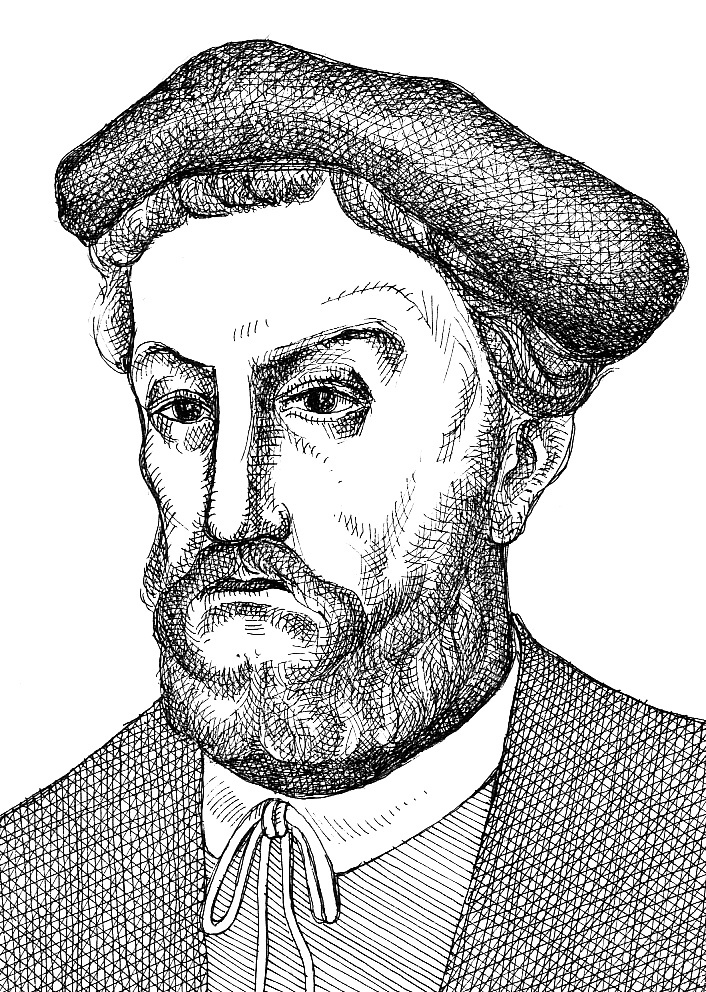
Misztótfalusi Porträt (Grafik)

Miklós Misztótfalusi Kis (* 1650 in Misztótfalu; † 1702 in Kolozsvár) war ein ungarischer Schriftgießer, Typograf, Stempelschneider und Drucker.

## Leben
1680 ging Kis nach Holland, um dort Theologie zu studieren. Aus Ungarn bekam er den Auftrag eine Bibel in ungarischer Sprache drucken zu lassen. Im Rahmen dessen begann er eine Ausbildung beim Amsterdamer Schriftschneider und -gießer Dirk Voskens. Nach Abschluss der Lehre machte er sich 1683 in Amsterdam selbstständig. Vor allem durch seine Schnitte armenischer und hebräischer Schriften hatte er sich bereits während der Ausbildung einen Namen gemacht. Im Auftrag des Königs Artsil schnitt er mehrere Varianten eines georgischen Alphabets. 
Das mit von Kis entworfenen Schriften ausgeführte Deckblatt der, von ihm in Auftrag gegebenen, ungarischen Bibel und ein Schriftmusterblatt von 1684/85 sind erhaltene Zeugnisse seiner Amsterdamer Zeit. Kis pflegte Geschäftsbeziehungen mit Italien, Polen, Schweden, England und Deutschland. 1689 verließ er Holland um über Leipzig nach Ungarn zurückzukehren. 1694 eröffnete er in Kolozsvár eine Schriftgießerei und Druckerei. Auch schnitt er weiterhin eigene Stempel, die er zusätzlich zu den aus Holland Mitgebrachten benutzte. Die Qualität seiner Drucke und Schriftschnitte war für damalige Verhältnisse herausragend, machte in Ungarn jedoch keine Schule. 1702 verstarb Kis in Kolozsvár.

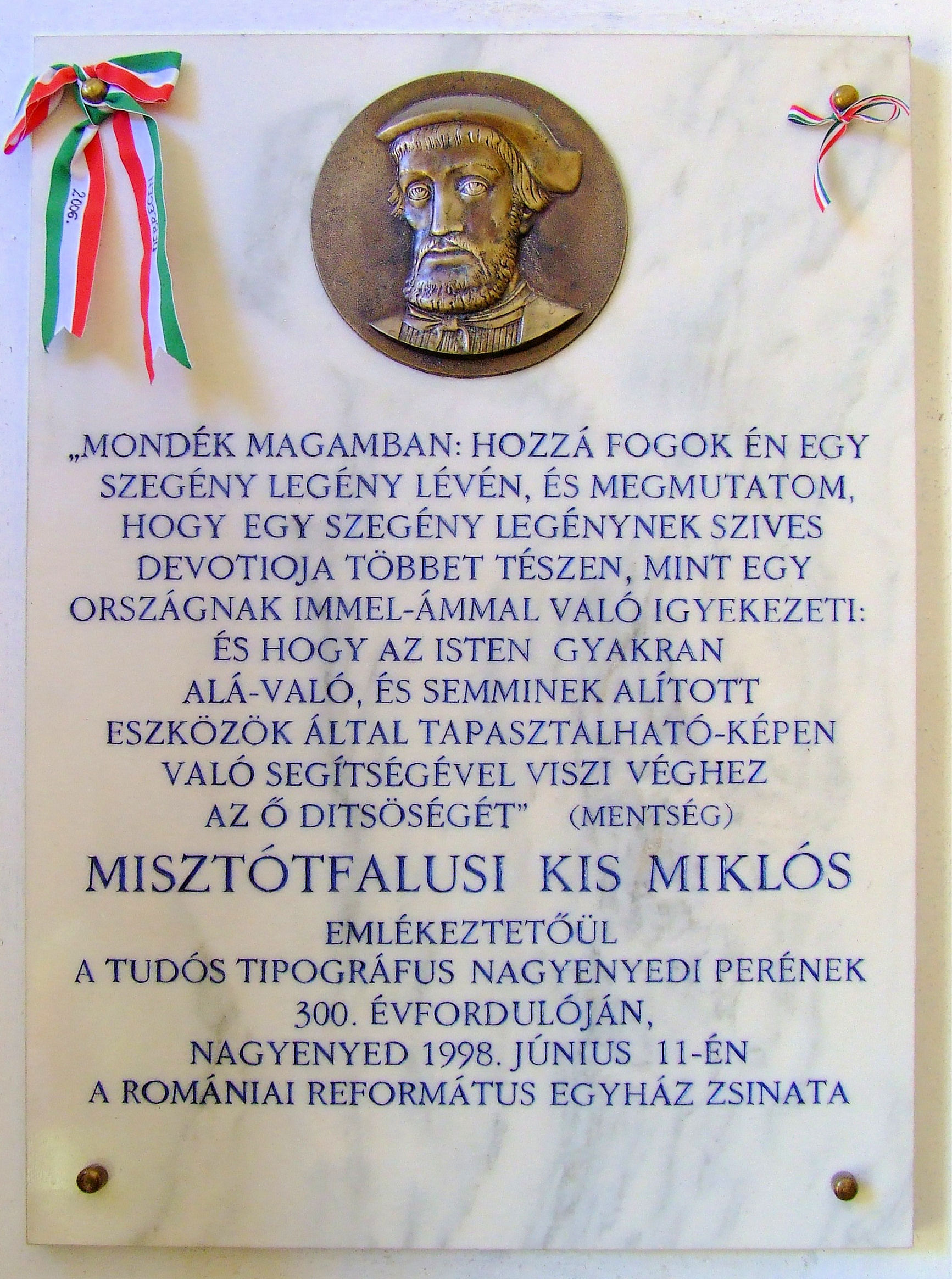
Gedenktafel für Miklós Misztótfalusi Kis in Nagyenyed (Aiud)

## Wirken
Nikolaus Kis ist der Entwerfer der um 1690 entstandenen, unter dem Namen „Janson Antiqua“ bekannten lateinischen Schriftart.